# Граубергер, Екатерина Давидовна
Екатерина Давидовна Граубергер (1916—2006) — доярка в колхозе «Большевик» Лизандергейского кантона АССР Немцев Поволжья, депутат ВС СССР 1-го созыва (1937-1944).
В 16 лет начала работать дояркой в колхозе «Большевик» в селе Лизандергей. С 1935 года и вплоть до депортации в 1941 году имела самые высокие надои в хозяйстве и в целом в республике. В 1935 году получила в среднем 4425 литров молока от каждой из 12 закреплённых за ней коровы, а в 1936 – 7000 литров. 22 февраля 1936 года за высокие трудовые достижения награждена орденом Ленина. 12 декабря 1937 года избрана депутатом Верховного Совета СССР от Мариентальского избирательного округа АССР Немцев Поволжья (отозвана 27 марта 1944 как утратившая связь со своими избирателями).
9 сентября 1941 года Екатерина Граубергер вместе с матерью, мужем и двумя малолетними детьми была выслана в село Турунтаево Тугайского района Томской области. Работала сначала дояркой, а затем заведующей фермой в местном колхозе «Прогресс». Дважды удостоена звания «Лучшая доярка Томской области» (1954, 1955).
В 1956 году семья переехала в Казахстан, в колхоз «Новый путь» Чуйского района Джамбульской области. Там Екатерина Граубергер работала свекловодом. В 1967 году вышла на пенсию. В 1990-х годах семья переехала в Германию. Граубергер умерла в городе Билефельде в 2006 году.
Реабилитирована 27 апреля 1994 года.